# Francesco Mezzabarba Birago
Francisco Mezzabarba Birago (Milan, 1645 - Milan, 31 mars 1697) est un avocat et numismate italien actif au XVIIe siècle.

## Biographie
Né à Milan en 1645 d’une famille patricienne, il exerçait la profession d’avocat dans la même ville. Malgré les soins qu’il donnait aux affaires de ses clients, il trouva le loisir de suivre son goût pour les recherches d’antiquités ; et il parvint à former une collection de livres choisis et un cabinet de médailles, l’un des plus beaux de l’Italie. Il cultiva l’amitié des savants, et il était en correspondance avec Antonio Magliabechi, Paolo Pedrusi, Jakob Gronovius et le cardinal Enrico Noris, dont les conseils lui furent très-utiles. L’idée avantageuse qu’il donna de ses talents fixa sur lui l’attention publique. L’empereur Léopold Ier fit revivre en sa faveur le titre de comte, dont ses ancêtres avaient déjà été honorés, et le nomma son fiscal pour la Lombardie autrichienne : Mezzabarba remplissait cette charge avec un zèle qui lui aurait mérité de nouvelles récompenses, lorsqu’il mourut à Milan le 31 mars 1697. Il fut enterré dans l’église Ste-Marthe. On a de lui une Édition des médailles des empereurs romains, par Adolph Occo, avec des additions et des explications qui n’ont pas réuni les suffrages de tous les numismates, et Argelati en a rectifié et complété plusieurs dans la belle édition qu’il a donnée du même ouvrage en 1730. Charles de Valois a publié des Observations sur quelques endroits de ce recueil dans les Mémoires de l’Académie des inscriptions, t. 12, 14 et 16. On a encore de Mezzabarba : Numisma triumphale ac pacificum Joanni III, Poloniæ regi, oblatum, Milan, 1687, in-4° ; et il a laissé un Traité particulier des médailles de Commode, dont le manuscrit autographe était conservé dans la bibliothèque de son fils, le comte François-Marie Mezzabarba.

## Publication
- (la) Numisma triumphale ac pacificum invictissimo Joanni III, ... Poloniae regi, etc, pace cum Moschis, ac foedere firmatis, a Francisco Mediobarbo Birago ... oblatum, C.F. Gagliardum, 1687, 25 p..
- (la) Imperatorum romanorum numismata a Pompeo Magno, Mediolani (ex Typographiae Ludovici Montiae (Lodovico Monza), 1683.

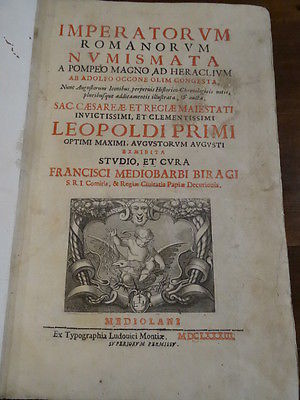
Frontispice du Imperatorum romanorum numismata